# Capella Mariana
Die Capella Mariana ist ein in der Stadt Hof gegründeter Kammerchor, der sich zum Ziel gesetzt hat, anspruchsvolle Chormusik aller Epochen und Stilrichtungen von der Gregorianik bis zur Musik der Moderne zu pflegen und aufzuführen.

## Geschichte und Repertoire
Der Chor Capella Mariana, der Name leitet sich von der Hofer Stadtkirche St. Marien ab, wurde im Dezember 2013 durch Berufsmusiker und Studenten um Ludger Stühlmeyer gegründet. Von Januar bis März 2014 fand sich das Ensemble erstmals zu einer Probenphase zusammen. Der erste Auftritt war die Uraufführung einer Johannespassion für Chor (SATB) und Gesangsolisten. Im Rahmen der „Tage Neuer Kirchenmusik in Bayern“ am 4. Oktober 2015 sang der Chor die Uraufführung der Komposition „Klangrede – Sonnengesang des Franziskus“, einer Papst Franziskus anlässlich der Veröffentlichung der Enzyklika Laudato si’ zugeeigneten Komposition für Chor (SATB), Violine und Orgel.
Als projektweise arbeitender Chor treten die Sängerinnen und Sänger regelmäßig in liturgischen und konzertanten Kontexten auf. Das Repertoire spannt den Bogen über den Gregorianischen Gesang und der Alten Musik, bis hin zu zeitgenössischen Kompositionen. Ein Schwerpunkt liegt dabei auf a cappella-Musik. Die Auseinandersetzung mit Neuer Musik führte zu einigen Kompositionen, die eigens für Capella Mariana komponiert wurden.
Die Besetzung der Sängerinnen und Sänger ist international und besteht aus Berufsmusikern und ambitionierten Laien. Bei Bedarf wird der Chor um ein Instrumentalensemble erweitert. Finanziell gefördert wird die Capella Mariana vom Förderverein der Kirchenmusik der Pfarrei Bernhard Lichtenberg Hof e. V.